# Knutskapania
Knutskapania (Scapania crassiretis) är en levermossart som beskrevs av Niels Bryhn. Knutskapania ingår i släktet skapanior, och familjen Scapaniaceae. Enligt den finländska rödlistan är arten starkt hotad i Finland. Enligt den svenska rödlistan är arten sårbar i Sverige. Arten förekommer i Svealand, Nedre Norrland och Övre Norrland. Artens livsmiljö är andra skuggiga klippor.